# Tüskésfarúfélék

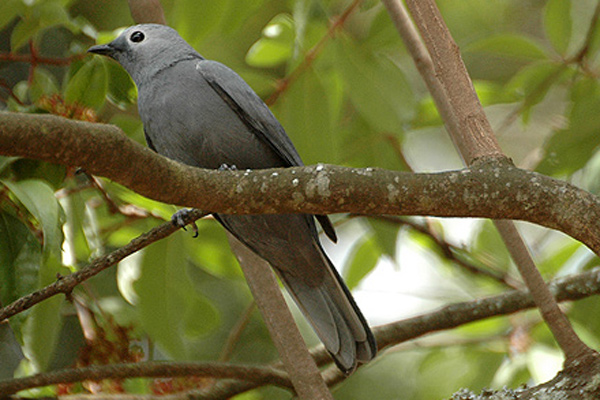
Coracina caesia

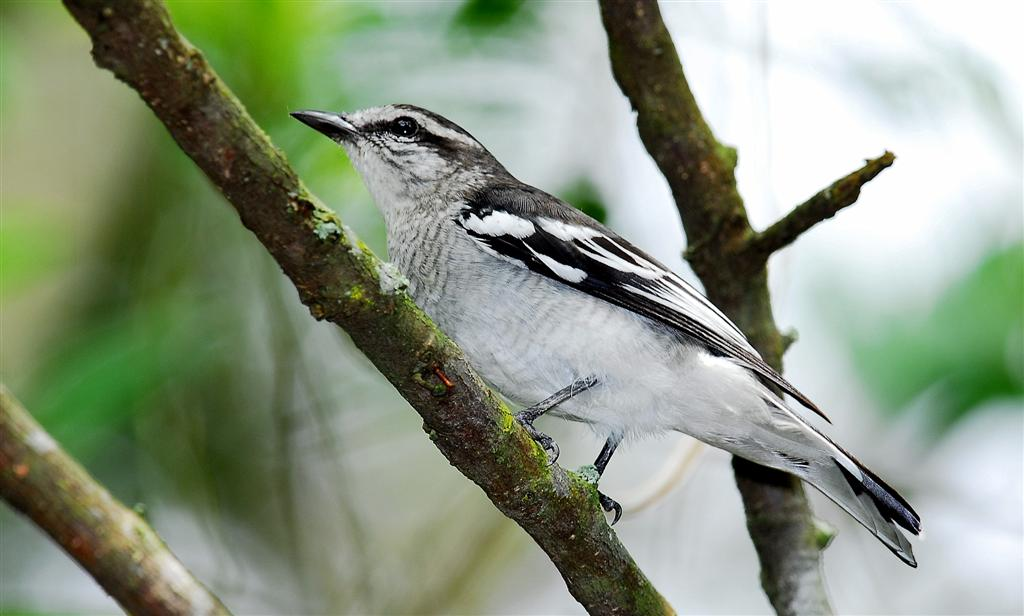
Lalage nigra

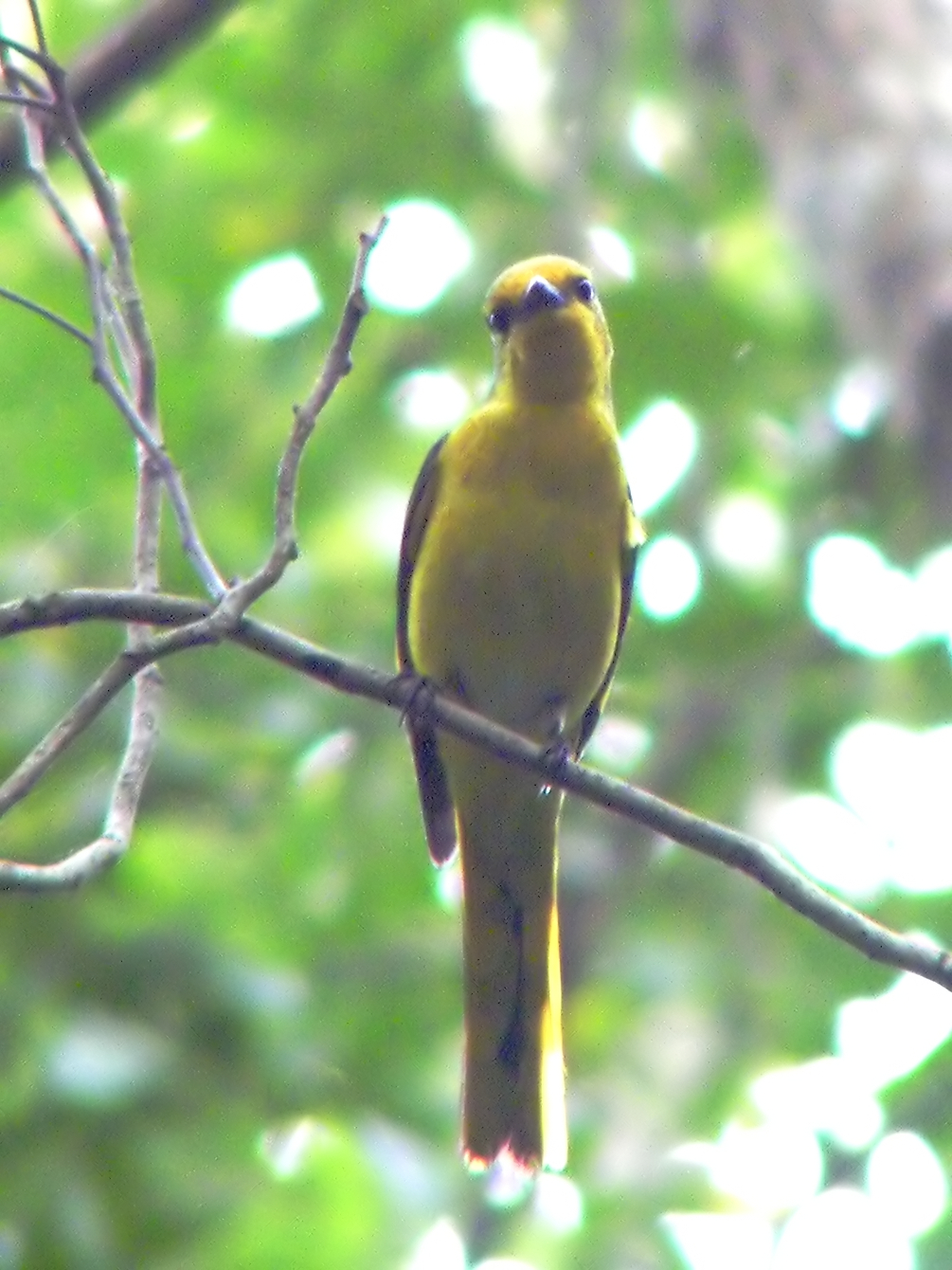
Tükrös míniummadár (Pericrocotus flammeus)

A tüskésfarúfélék (Campephagidae) a madarak osztályának verébalakúak (Passeriformes) rendjébe tartozó család.

## Rendszerezésük
A családba az alábbi alcsaládok, nemek és fajok tartoznak:

### Pericrocotinae
- Pericrocotus – 15 faj

### Campephaginae
- Ceblepyris – 5 faj
- Coracina – 22 faj
- Lobotos – 2 faj
- Campephaga – 5 faj
- Campochaera – 1 faj
  - narancsbegyű kakukkgébics (Campochaera sloetii)
- Malindangia – 1 faj
- Lalage – 19 faj
- Cyanograucalus – 1 faj
- Celebesica – 2 faj
- Analisoma – 3 faj
- Edolisoma – 18 faj

## Előfordulásuk
Afrika, Ázsia és Ausztrália szubtrópusi és trópusi területein honosak. A fajok többsége erdőlakó.

## Megjelenésük
Kis és közepes méretű, fán élő madarak. Tollazatuk főként szürke, fekete és fehér, bár egyes fajok élénk színezetűek.

## Életmódjuk
Egyedül, párban vagy kisebb csoportokban élnek. Az ide tartozó fajok főként rovarevőek, de táplálékukba tartoznak még a kis gerincesek, gyümölcsök, magvak és egyéb növényi részek.

## Szaporodásuk
Csésze alakú fészküket fára építik, fészekaljuk általában 4 fehér, zöld vagy kék tojásból áll, melyet körülbelül 2 hét alatt költenek ki.

## Fordítás
- Ez a szócikk részben vagy egészben  a   Cuckoo-shrike című angol Wikipédia-szócikk fordításán alapul.  Az eredeti cikk szerkesztőit annak laptörténete sorolja fel. Ez a jelzés csupán a megfogalmazás eredetét és a szerzői jogokat jelzi, nem szolgál a cikkben szereplő információk forrásmegjelöléseként.